# سابينه فوس
سابينه فوس هي عالمة مناخ ألمانية. تترأس مجموعة عمل «الإدارة المستدامة للموارد والتغير العالمي» في معهد أبحاث مركاتور حول المشاعات العالمية وتغير المناخ. وهي أستاذة في جامعة هومبولت في برلين.

## حياتها
حصلت فوس على درجتي الماجستير في الاقتصاد الدولي والدكتوراه في التنمية المستدامة في قطاع الطاقة من جامعة ماسترخت. عملت في المعهد الدولي لتحليل النظم التطبيقية. وفي 2018 تعينت أستاذة في جامعة هومبولت في برلين.

## عملها
تشمل اهتمامات فوس البحثية إدارة الموارد مع التركيز بشكل خاص على تحليل النظم، واتخاذ القرار في ظل ظروف غير مؤكدة، والتقييم المتكامل مع التركيز على التخفيف من تغيرات المناخ والتكيف معها، بجانب آليات إدارة ثنائي أكسيد الكربون، والتنمية المتوافقة مع المناخ، وسياسة المناخ. في الآونة الأخيرة، درست إزالة ثنائي أكسيد الكربون. وهي تعتقد أنه «كلما طال انتظار العالم لتدابير حماية المناخ الطموحة، زادت أهمية تقنيات إزالة ثاني أكسيد الكربون.»
فوس هي أحد مؤلفي التقرير الخاص للفريق الحكومي الدولي المعني بتغير المناخ بشأن الاحترار العالمي عند 1.5 درجة مئوية (2018).

## منشورات مختارة
- Fuss، Sabine (4 أبريل 2016). "Substantial risk for financial assets". Nature Climate Change. Springer Science and Business Media LLC. ج. 6 ع. 7: 659–660. DOI:10.1038/nclimate2989. ISSN:1758-678X.
- Fuss، Sabine؛ Flachsland، Christian؛ Koch، Nicolas؛ Kornek، Ulrike؛ Knopf، Brigitte؛ Edenhofer، Ottmar (1 يوليو 2018). "A Framework for Assessing the Performance of Cap-and-Trade Systems: Insights from the European Union Emissions Trading System". Review of Environmental Economics and Policy. University of Chicago Press. ج. 12 ع. 2: 220–241. DOI:10.1093/reep/rey010. ISSN:1750-6816.
- Fuss، Sabine؛ Lamb، William F؛ Callaghan، Max W؛ Hilaire، Jérôme؛ Creutzig، Felix؛ Amann، Thorben؛ Beringer، Tim؛ de Oliveira Garcia، Wagner؛ Hartmann، Jens؛ Khanna، Tarun؛ Luderer، Gunnar؛ Nemet، Gregory F؛ Rogelj، Joeri؛ Smith، Pete؛ Vicente، José Luis Vicente؛ Wilcox، Jennifer؛ del Mar Zamora Dominguez، Maria؛ Minx، Jan C (21 مايو 2018). "Negative emissions—Part 2: Costs, potentials and side effects". Environmental Research Letters. IOP Publishing. ج. 13 ع. 6: 063002. Bibcode:2018ERL....13f3002F. DOI:10.1088/1748-9326/aabf9f. ISSN:1748-9326.

## وصلات خاردية
- الصفحة الرئيسية في معهد أبحاث مركاتور